# Darnius (kommun)
Darnius är en kommun i Spanien.   Den ligger i provinsen Província de Girona och regionen Katalonien, i den östra delen av landet, 600 km öster om huvudstaden Madrid. Antalet invånare är 532. Arean är 35 kvadratkilometer. Darnius ligger vid sjön Pantà de Boadella. Darnius gränsar till Maçanet de Cabrenys, Agullana, La Vajol, Capmany, Biure, Boadella i les Escaules, Terrades och Sant Llorenç de la Muga. 
Terrängen i Darnius är kuperad västerut, men österut är den platt.